# Grand Prix Francie 1953
Grand Prix Francie 1953 (oficiálně XL Grand Prix de l'ACF) se jela na okruhu Reims-Gueux v Gueux, Marne v Francii dne 5. července 1953. Závod byl pátým v pořadí v sezóně 1953 šampionátu Formule 1.

## Kvalifikace
| Poř.   | No. | Jezdec                | Konstruktér           | Čas      | Ztráta   |
| ------ | --- | --------------------- | --------------------- | -------- | -------- |
| 1      | 10  | Alberto Ascari        | Ferrari               | 2:41.2   | —        |
| 2      | 24  | Felice Bonetto        | Maserati              | 2:41.5   | + 0.3    |
| 3      | 12  | Luigi Villoresi       | Ferrari               | 2:41.9   | + 0.7    |
| 4      | 18  | Juan Manuel Fangio    | Maserati              | 2:42.0   | + 0.8    |
| 5      | 20  | José Froilán González | Maserati              | 2:42.4   | + 1.2    |
| 6      | 14  | Nino Farina           | Ferrari               | 2:42.5   | + 1.3    |
| 7      | 16  | Mike Hawthorn         | Ferrari               | 2:43.5   | + 2.3    |
| 8      | 22  | Onofre Marimón        | Maserati              | 2:44.4   | + 3.2    |
| 9      | 46  | Toulo de Graffenried  | Maserati              | 2:46.1   | + 4.9    |
| 10     | 44  | Louis Rosier          | Ferrari               | 2:51.1   | + 9.9    |
| 11     | 42  | Prince Bira           | Connaught-Lea-Francis | 2:53.2   | + 12.0   |
| 12     | 38  | Bob Gerard            | Cooper-Bristol        | 2:54.2   | + 13.0   |
| 13     | 36  | Stirling Moss         | Cooper-Alta           | 2:55.7   | + 14.5   |
| 14     | 40  | Ken Wharton           | Cooper-Bristol        | 2:55.8   | + 14.6   |
| 15     | 34  | Élie Bayol            | OSCA                  | 2:56.9   | + 15.7   |
| 16     | 26  | Lance Macklin         | HWM-Alta              | 2:57.2   | + 16.0   |
| 17     | 28  | Peter Collins         | HWM-Alta              | 3:02.0   | + 20.8   |
| 18     | 30  | Yves Giraud-Cabantous | HWM-Alta              | 3:06.7   | + 25.5   |
| 19     | 50  | Roy Salvadori         | Connaught-Lea-Francis | 3:23.0   | + 41.8   |
| 20     | 6   | Harry Schell          | Gordini               | 3:25.8   | + 44.6   |
| 21     | 48  | Johnny Claes          | Connaught-Lea-Francis | 4:06.5   | + 1:25.3 |
| 22     | 2   | Jean Behra            | Gordini               | Bez času | —        |
| 23     | 4   | Maurice Trintignant   | Gordini               | Bez času | —        |
| 24     | 8   | Roberto Mieres        | Gordini               | Bez času | —        |
| 25     | 32  | Louis Chiron          | OSCA                  | Bez času | —        |
| Zdroj: |     |                       |                       |          |          |

## Závod
| Poř.   | No. | Jezdec                | Konstruktér           | Počet kol | Čas/Odstoupení | Pořadí na startu | Body |
| ------ | --- | --------------------- | --------------------- | --------- | -------------- | ---------------- | ---- |
| 1      | 16  | Mike Hawthorn         | Ferrari               | 60        | 2:44:18.6      | 7                | 8    |
| 2      | 18  | Juan Manuel Fangio    | Maserati              | 60        | + 1.0          | 4                | 7    |
| 3      | 20  | José Froilán González | Maserati              | 60        | + 1.4          | 5                | 4    |
| 4      | 10  | Alberto Ascari        | Ferrari               | 60        | + 4.6          | 1                | 3    |
| 5      | 14  | Nino Farina           | Ferrari               | 60        | + 1:07.6       | 6                | 2    |
| 6      | 12  | Luigi Villoresi       | Ferrari               | 60        | + 1:15.9       | 3                |      |
| 7      | 46  | Toulo de Graffenried  | Maserati              | 58        | + 2 kola       | 9                |      |
| 8      | 44  | Louis Rosier          | Ferrari               | 56        | + 4 kola       | 10               |      |
| 9      | 22  | Onofre Marimón        | Maserati              | 55        | + 5 kol        | 8                |      |
| 10     | 2   | Jean Behra            | Gordini               | 55        | + 5 kol        | 22               |      |
| 11     | 38  | Bob Gerard            | Cooper-Bristol        | 55        | + 5 kol        | 12               |      |
| 12     | 48  | Johnny Claes          | Connaught-Lea-Francis | 53        | + 7 kol        | 21               |      |
| 13     | 28  | Peter Collins         | HWM-Alta              | 52        | + 8 kol        | 17               |      |
| 14     | 30  | Yves Giraud-Cabantous | HWM-Alta              | 50        | + 10 kol       | 18               |      |
| 15     | 32  | Louis Chiron          | OSCA                  | 43        | + 17 kol       | 25               |      |
| Ret    | 24  | Felice Bonetto        | Maserati              | 42        | Motor          | 2                |      |
| Ret    | 36  | Stirling Moss         | Cooper-Alta           | 38        | Spojka         | 13               |      |
| Ret    | 42  | Prince Bira           | Connaught-Lea-Francis | 29        | Diferenciál    | 11               |      |
| Ret    | 34  | Élie Bayol            | OSCA                  | 18        | Motor          | 15               |      |
| Ret    | 40  | Ken Wharton           | Cooper-Bristol        | 17        | Ložisko        | 14               |      |
| Ret    | 4   | Maurice Trintignant   | Gordini               | 14        | Převodovka     | 23               |      |
| Ret    | 26  | Lance Macklin         | HWM-Alta              | 9         | Spojka         | 16               |      |
| Ret    | 6   | Harry Schell          | Gordini               | 4         | Motor          | 20               |      |
| Ret    | 8   | Roberto Mieres        | Gordini               | 4         | Náprava        | 24               |      |
| Ret    | 50  | Roy Salvadori         | Connaught-Lea-Francis | 2         | Zapalování     | 19               |      |
| Zdroj: |     |                       |                       |           |                |                  |      |

Poznámky
1. ↑  Juan Manuel Fangio získal jeden bod za zajetí nejrychlejšího kola.

## Průběžné pořadí po závodě
Pohár jezdců
|   | Pořadí | Jezdec                | Body |
| - | ------ | --------------------- | ---- |
|   | 1      | Alberto Ascari        | 28   |
| 5 | 2      | Mike Hawthorn         | 14   |
| 1 | 3      | Luigi Villoresi       | 13   |
|   | 4      | José Froilán González | 11   |
| 2 | 5      | Bill Vukovich         | 9    |